# Национальный регбилиг Фиджи
Национальный регбилиг Фиджи (англ. Fiji National Rugby League, сокращённо FNRL) — руководящая организация Фиджи, отвечающая за развитие игрового вида спорта регбилиг в стране. Основана в 1992 году, с 1998 года является полным членом Международной федерации регбилиг (образована в том же году), с 2010 года является полным членом Азиатско-тихоокеанской конфедерации регбилиг (образована в том же году). Штаб-квартира находится в городе Сува.
Национальный регбилиг отвечает за проведение национального чемпионата страны, который разыгрывается с 1992 года (с момента учреждения руководящей организации) и за подготовку сборных к международным матчам и турнирам (в том числе к чемпионату мира).
Действующим тренером мужской сборной является Джо Дакуитога, женской — Эдриан Воулз.